# Тиазольный оранжевый

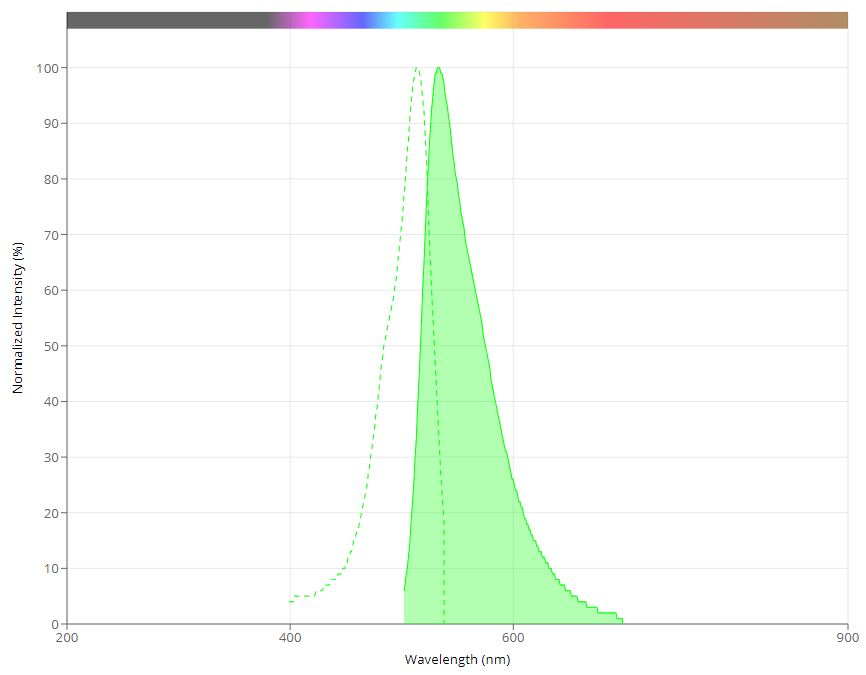
Спектрограмма тиазольного оранжевого

Тиазольный оранжевый (англ. Thiazole orange, TO) представляет собой флуоресцентное соединение с пиком возбуждения при 514 нм и пиком излучения при 533 нм. Его можно возбуждать с помощью лазера с длиной волны 488 нм в паре с полосовым фильтром 530/30 нм, конфигурацию которого можно найти, например, в BD FACSCanto™ II. Тиазольный оранжевый спектрально похож на TOTO-1, TO-PRO-1, Nuclear Green, SYBR Gold и TF2 (Tide Fluor 2).
Тиазольный оранжевый представляет собой цианиновый краситель, содержащий катион тиазольного оранжевого [1-метил-4-[(3-метил-1,3-бензотиазол-2(3Н)-илиден)метил]хинолиния] с противоионом п-тозилата. Он играет роль флуорохрома. Он содержит катион тиазольного оранжевого цвета.
Взаимодействие между ДНК и флуоресцентным красителем тиазоловым оранжевым было изучено с использованием методов абсорбционной и флуоресцентной спектроскопии. Резкое увеличение интенсивности флуоресценции (до 103 раз) наблюдалось в присутствии ДНК.
Тиазольный оранжевый обычно используется в анализе ретикулоцитов для окрашивания остаточной РНК клеток крови, для окрашивания ДНК в агарозных гелях и капиллярного электрофореза. Тиазольный оранжевый окрашивает ядро дрожжей, а также способен окрашивать бактерии и клетки млекопитающих.
В живых клетках млекопитающих тиазольный оранжевый первоначально окрашивает митохондрии, а затем перераспределяется в ядро и цитоплазму.Тиазольный оранжевый также может окрашивать живые бактерии (грамположительные и грамотрицательные).